# كاترين راسيل
كاترين راسيل (بالإنجليزية: Catherine Russell)‏ هي عازفة الجاز ومغنية ومغنية مؤلفة أمريكية، ولدت في 1956 في نيويورك في الولايات المتحدة.

## وصلات خارجية
- الموقع الرسمي
- كاترين راسيل على موقع IMDb (الإنجليزية)
- كاترين راسيل على موقع روتن توميتوز (الإنجليزية)
- كاترين راسيل على موقع ميوزك برينز (الإنجليزية)
- كاترين راسيل على موقع أول ميوزيك (الإنجليزية)
- كاترين راسيل على موقع ديسكوغز (الإنجليزية)
- كاترين راسيل على موقع قاعدة بيانات الفيلم (الإنجليزية)